# مزرعه محمدعلی
مزرعه محمدعلی یک منطقهٔ مسکونی در ایران است که در دهستان دشت زرین واقع شده‌است.